# Zat Knight
Zatyiah ("Zat") Knight (Solihull, 2 mei 1980) is een Engels voormalig voetballer die als centrale verdediger speelde.

## Clubcarrière
Knight maakte in 1999 de overstap van amateurclub Rushall Olympic naar Fulham. Knight kwam zes jaar voor Fulham uit en speelde in die tijd in 150 competitiewedstrijden, waarin hij vier doelpunten maakte. In 2000 werd hij kort verhuurd aan Peterborough United. Op 29 augustus 2007 tekende Knight een contract bij Aston Villa. Hij debuteerde voor Aston Villa op 2 september 2007 tegen Chelsea en maakte in diezelfde wedstrijd een doelpunt.
Op 25 juli 2009 tekende hij bij Bolton Wanderers. Hij maakte zijn debuut op 15 augustus 2009 tegen Sunderland. Zijn eerste doelpunt maakte hij op 27 februari 2010 tegen Wolverhampton Wanderers. Op 1 oktober 2014 tekende hij bij Colorado Rapids uit de Major League Soccer. Zijn debuut maakte hij op 5 oktober tegen Seattle Sounders. Ondanks dat Colorado met 4-1 verloor was trainer Pablo Mastroeni toch positief over het spel van Knight. Zijn tijd bij Colorado was van korte duur. Op 2 februari 2015 besloten de twee partijen uit elkaar te gaan. Knight onderging vervolgens een stage bij Watford. Op 12 maart 2015 tekende hij bij Reading FC uit de Championship, waar Knight zijn professionele loopbaan beëindigde.

## Interlandcarrière
Knight debuteerde voor Engeland op 28 mei 2005 als invaller tegen de Verenigde Staten. Zijn tweede wedstrijd voor Engeland speelde hij op 31 mei tegen Colombia.